# Фазісі (яхта)
«Фазісі» (Fazisi) — крейсерська яхта, побудована в 1989 році для участі в навколосвітніх парусних перегонах «Whitbread» (нині Volvo Ocean Race) в 1989/1990 р. Яхта будувалася в СРСР, на суднобудівної верфі в грузинському місті Поті. «Фазісі» вперше представила СРСР в цих змаганнях. Перший капітан — Олексій Грищенко, яхтсмен Київського міського крейсерського яхт-клубу.

## Історія
Побудована за проектом Владислава Мурникова (Москва). Названа на честь річки, де за легендою аргонавти знайшли Золоте руно.
Корпус яхти до місця старту був доставлений літаком.
Після проміжного фінішу в Пунта-дель-Есте (Уругвай) Олексій Грищенко зник і через кілька днів був знайденим повішеним. Одна з версій — самогубство. Після трагічної смерті Олексія Грищенко командування яхтою прийняв відомий американський яхтсмен Скіп Новак (Skip Novak).[джерело?]
Яхта Фазісі зайняла 11 місце з 23 учасників перегонів.
Надалі яхта «Фазісі» була придбана членами клубу Джозефа Конрада в Чикаго, де вона брала участь в гонках на озері Мічиган в 2000 і 2001 роках. Брала участь в перегонах в Карибському морі.
У 2007 році яхта відвідала Польщу.
Експлуатувалася польськими яхтсменами.

## Перший екіпаж
- Олексій Грищенко, капітан (Київ, Україна)
- Скіп Новак, капітан (після смерті Олексія Грищенко) (США)
- Сергій Акатьєв, (Київ, Україна)
- Валерій Алєксєєв, (Сочі, Росія)
- Сергій Бородінов, (Москва. Росія)
- Анатолій Верба, (Одеса, Україна)
- Роджер Воган, (США)
- Юрій Дорошенко, (Севастополь, Україна)
- Олексій Дроздецький, (Одеса, Україна)
- Рональд Журдан, (Франція)
- Віктор Камкін, (Дніпропетровськ, Україна)
- Генадій Корольков, (Одеса, Україна)
- Володимир Кулініченко, (Одеса, Україна)
- Роман Лейбович, (Рига, Латвія)
- Ігор Мироненко, (Київ, Україна)
- Владислав Мурніков, (Москва. Росія)
- Євген Платон, (Київ, Україна)
- Віктор Погребнов, (Сочі, Росія)
- Террі Ранну, (Франція)
- Валерій Сафіулін, (Алма-Ата, Казахстан)
- Джим Сондерс, (Велика Британія)
- Сергій Станецький, (Одеса, Україна)
- Нодарі Тенеішвілі, (Цхалтубо, Грузія)
- Едгар Терехін, (Рига, Латвія)
- Дейл Трімейн, (Нова Зеландія)
- Джумбері Цомая, (Поті, Грузія)
- Марк Гаузер, (Нова Зеландія)
- Браен Генкок, (США)
- Віктор Язиков, (Сочі, Росія)